# Guglielmo Ratcliff

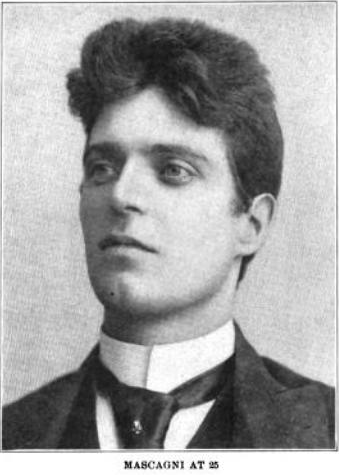
Pietro Mascagni vid tiden för komponerandet av Guglielmo Ratcliff.

Guglielmo Ratcliff är en italiensk opera i fyra akter med musik av Pietro Mascagni. Librettot bygger på Andrea Maffeis översättning av Heinrich Heines drama Wilhelm Ratcliff (1822).

## Historia
Verket var Mascagnis andra opera men den fjärde i ordningen att uppföras. Hela sitt liv hävdade han att det var bland det bästa han hade skapat. Han hade sett Heines drama i Maffeis översättning i Milano 1882 och fascinerades av pjäsens intensitet. Istället för att beställa ett färdigt libretto använde han sig av Maffeis text i sin helhet sånär som på ett hundratals borttagna textrader. Detta direkta sätt att använda sig av en pjästext skulle bli känt som Literaturoper, och Guglielmo Ratcliff är det tidigaste kända italienska exemplet.
Under komponerandet av operan föll Mascagnis ögon av en tillfällighet på musikförlaget Sonzognos utlysning av en tävling om enaktsoperor. Han övervägde att delta med sista akten av Guglielmo Ratcliff, men utan att han visste om det skickade hans hustru in det alldeles nyss färdiga partituret till På Sicilien. Mascagni vann tävlingen och uruppförandet 1890 blev en succé utan motstycke.
Guglielmo Ratcliff hade premiär först den 16 februari 1895 på La Scala i Milano under ledning av tonsättaren själv.

## Personer
- Guglielmo Ratcliff (tenor)
- Maria (sopran)

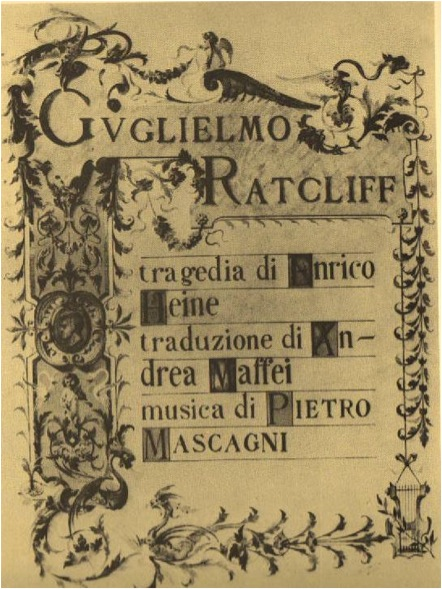
Framsida till librettot 1895.

- Count Douglas, förlovad med Maria (baryton)
- Margherita, Marias amma (mezzosopran)
- MacGregor, en skotsk lord, Marias fader (bas)
- Lesley, Ratcliffs vän (tenor)
- Tom, värdshusvärd (bas)
- Willie, Toms unga son (kontraalt)
- Robin, en tjuv (bas)
- Dick, en tjuv (tenor)
- Bell, en tjuv (baryton)
- John, en tjuv (bas)
- Taddie, en tjuv (tenor)
- En tjänare (tenor)

## Handling
Maria är dotter till lord MacGregor och hon ska gifta sig med greve Douglas. Han anländer plötsligt och berättar att han undkommit från stråtrövare.  Studenten Ratcliff anklagas; hans frieri avvisades av Maria och sedan dess har två av hennes friare hittats mördade vid Black Rock. På värdshuset berättar Ratcliff om sin kärlek till Maria och hans hat mot alla hennes friare. Han plågas av två spöken och när han ser dem blir han galen. Vid Black Rock utkämpar Ratcliff och Douglas en duell. Ratcliff förlorar men Douglas skonar honom. På MacGregors slott förbereds bröllopet när den sårade Ratcliff uppenbarar sig. Han har blivit galen av skräck. Med en kniv sticker han först ner Maria och henne fader för att slutligen stöta kniven i sitt eget bröst. När Douglas gör entré kan Marias amma endast visa honom åsynen av de tre liken.